# Alexis Antunes
Alexis Antunes (Genf, 2000. július 31. –) svájci korosztályos válogatott labdarúgó, a Servette középpályása.

## Pályafutása

### Klubcsapatokban
Alexis Antunes a svájci Genf városában született. Az ifjúsági pályafutását az FC Chamtel és az Étoile Carouge csapataiban kezdte, majd 2013-ban a másodosztályban szereplő Servette akadémiájához igazolt. 
2018-ban mutatkozott be a Servette felnőtt csapatában. Először a 2018. február 24-ei, Aarau elleni mérkőzésen lépett pályára. Első gólját a 2018. szeptember 15-ei, Luzern elleni kupamérkőzésen szerezte. A 2018–19-es szezonban Antunes is hozzájárult a klub első osztályba való feljutásában. A 2019–20-as szezonban kölcsönjátékosként a Chiasso csapatát erősítette, itt összesen 20 mérkőzése lépett pályára és 7 gólt szerzett. 2020. augusztus 2-án, Lausanne Ouchy ellen 3–1-re megnyert ligamérkőzésen megszerezte első mesterhármasát. A 2021. augusztus 15-ei, Amical Saint-Prex elleni kupamérkőzésen újra mesterhármast szerzett.

### A válogatottban
Antunes az U15-ös korosztálytól egészen az U21-ig képviselte a svájci válogatottat. Az U21-es válogatottban a 2020. október 9-ei, Grúzia elleni EB-selejtezőn debütált.

## Statisztikák
2023. április 26. szerint
| Klub                 | Szezon   | Osztály            | Bajnokság | Bajnokság | Kupa  | Kupa | Nemzetközi | Nemzetközi | Összesen | Összesen |
| Klub                 | Szezon   | Osztály            | Meccs     | Gól       | Meccs | Gól  | Meccs      | Gól        | Meccs    | Gól      |
| -------------------- | -------- | ------------------ | --------- | --------- | ----- | ---- | ---------- | ---------- | -------- | -------- |
| Servette             | 2017–18  | Challenge League   | 7         | 0         | 0     | 0    | —          | —          | 7        | 0        |
| Servette             | 2018–19  | Challenge League   | 6         | 1         | 1     | 1    | —          | —          | 7        | 2        |
| Servette             | 2019–20  | Swiss Super League | 0         | 0         | 1     | 0    | —          | —          | 1        | 0        |
| Servette             | 2020–21  | Swiss Super League | 14        | 0         | 0     | 0    | 1          | 1          | 15       | 1        |
| Servette             | 2021–22  | Swiss Super League | 30        | 3         | 2     | 3    | 2          | 0          | 34       | 6        |
| Servette             | 2022–23  | Swiss Super League | 24        | 2         | 4     | 1    | —          | —          | 28       | 3        |
| Servette             | Összesen | Összesen           | 81        | 6         | 8     | 5    | 3          | 1          | 92       | 12       |
| Chiasso (kölcsönben) | 2019–20  | Challenge League   | 20        | 7         | 0     | 0    | —          | —          | 20       | 7        |
| Összesen             | Összesen | Összesen           | 101       | 13        | 8     | 5    | 3          | 1          | 112      | 19       |

## Sikerei, díjai
Servette
- Challenge League
  - Feljutó (1): 2018–19